# ジェフリー・ヤン
ジェフリー・ヤン（Jefry Yan、1996年8月17日 - ）は、ドミニカ共和国ラ・アルタグラシア州サン・ラファエル・デル・ユマ出身のプロ野球選手（投手）。左投左打。

## 経歴

### プロ入りとエンゼルス傘下時代
2013年にアマチュア・フリーエージェントでロサンゼルス・エンゼルス・オブ・アナハイムと契約してプロ入り。
2015年まで傘下のマイナーチームでプレーした。
2016年から2020年まで、公式戦での登板はなかった。

### マーリンズ傘下時代
2021年4月29日にマイアミ・マーリンズとマイナー契約を結んだ。
2023年はAA級ジャクソンビル・ジャンボシュリンプ、AAA級ペンサコーラ・ブルーワフーズの2チーム合計で49試合に登板して3勝5敗、防御率4.89、57イニングで102奪三振を記録した。

### 西武時代
2023年12月14日に埼玉西武ライオンズへの入団が発表された。単年契約で推定年俸は7500万円。背番号は00。
2024年、開幕一軍入りするも、開幕当日の3月29日に体調不良のため「NPB感染症特例」で登録を抹消され、4月14日に改めて一軍登録された。
シーズンではビハインド場面を中心に37登板で2ホールドを挙げるも防御率は5.58で、オフの10月14日に自由契約となった。

### ロッキーズ傘下時代
2024年12月17日にコロラド・ロッキーズとマイナー契約を結んだ。AAA級アルバカーキ・アイソトープスの27試合に登板したが、1勝3敗、防御率7.28、45奪三振と苦しみ2025年7月20日にリリースされた。

## 選手としての特徴
最速159km/hのストレートと、カーブ、スライダーを投げる。三振を取った際に、マウンド上で両足を広げてジャンプする「ラ・センテンシア99」と名付けたパフォーマンスを行う。「ラ・センテンシア」はスペイン語で「判決」の意。

## 詳細情報

### 年度別投手成績
| 年 度     | 球 団     | 登 板 | 先 発 | 完 投 | 完 封 | 無 四 球 | 勝 利 | 敗 戦 | セ 丨 ブ | ホ 丨 ル ド | 勝 率 | 打 者 | 投 球 回 | 被 安 打 | 被 本 塁 打 | 与 四 球 | 敬 遠 | 与 死 球 | 奪 三 振 | 暴 投 | ボ 丨 ク | 失 点 | 自 責 点 | 防 御 率 | W H I P |
| --------- | --------- | ----- | ----- | ----- | ----- | -------- | ----- | ----- | -------- | ----------- | ----- | ----- | -------- | -------- | ----------- | -------- | ----- | -------- | -------- | ----- | -------- | ----- | -------- | -------- | ------- |
| 2024      | 西武      | 37    | 0     | 0     | 0     | 0        | 0     | 0     | 0        | 2           | .---  | 142   | 30.2     | 32       | 3           | 19       | 0     | 2        | 35       | 5     | 0        | 21    | 19       | 5.58     | 1.66    |
| 通算：1年 | 通算：1年 | 37    | 0     | 0     | 0     | 0        | 0     | 0     | 0        | 2           | .---  | 142   | 30.2     | 32       | 3           | 19       | 0     | 2        | 35       | 5     | 0        | 21    | 19       | 5.58     | 1.66    |

- 2024年度シーズン終了時

### 年度別守備成績
| 年 度 | 球 団 | 投手  | 投手  | 投手  | 投手  | 投手  | 投手     |
| 年 度 | 球 団 | 試 合 | 刺 殺 | 補 殺 | 失 策 | 併 殺 | 守 備 率 |
| ----- | ----- | ----- | ----- | ----- | ----- | ----- | -------- |
| 2024  | 西武  | 37    | 0     | 4     | 1     | 0     | .800     |
| 通算  | 通算  | 37    | 0     | 4     | 1     | 0     | .800     |

- 2024年度シーズン終了時

### 記録

#### NPB
初記録
- 初登板：2024年4月14日、対福岡ソフトバンクホークス3回戦（ベルーナドーム）、9回表に4番手で救援登板・完了、1回無失点
- 初奪三振：同上、9回表に周東佑京から空振り三振
- 初ホールド：2024年6月25日、対北海道日本ハムファイターズ8回戦（ベルーナドーム）、6回表に2番手で救援登板、0.2回無失点

### 背番号
- 00（2024年）